# Comedian Harmonists
Die Comedian Harmonists waren ein international bekanntes Berliner Vokalensemble der Jahre 1928 bis 1935. Es gab zwei direkte Nachfolgegruppen, das Meistersextett in Deutschland und die Comedy Harmonists im europäischen und weiteren Ausland.

## Geschichte

### Besetzung
Die Mitglieder der Gruppe waren:
| Ari Leschnikoff (1897–1978)   | 1. Tenor |
| Erich A. Collin (1899–1961)   | 2. Tenor |
| Harry Frommermann (1906–1975) | 3. Tenor |
| Roman Cycowski (1901–1998)    | Bariton  |
| Robert Biberti (1902–1985)    | Bass     |
| Erwin Bootz (1907–1982)       | Pianist  |

### Gründung

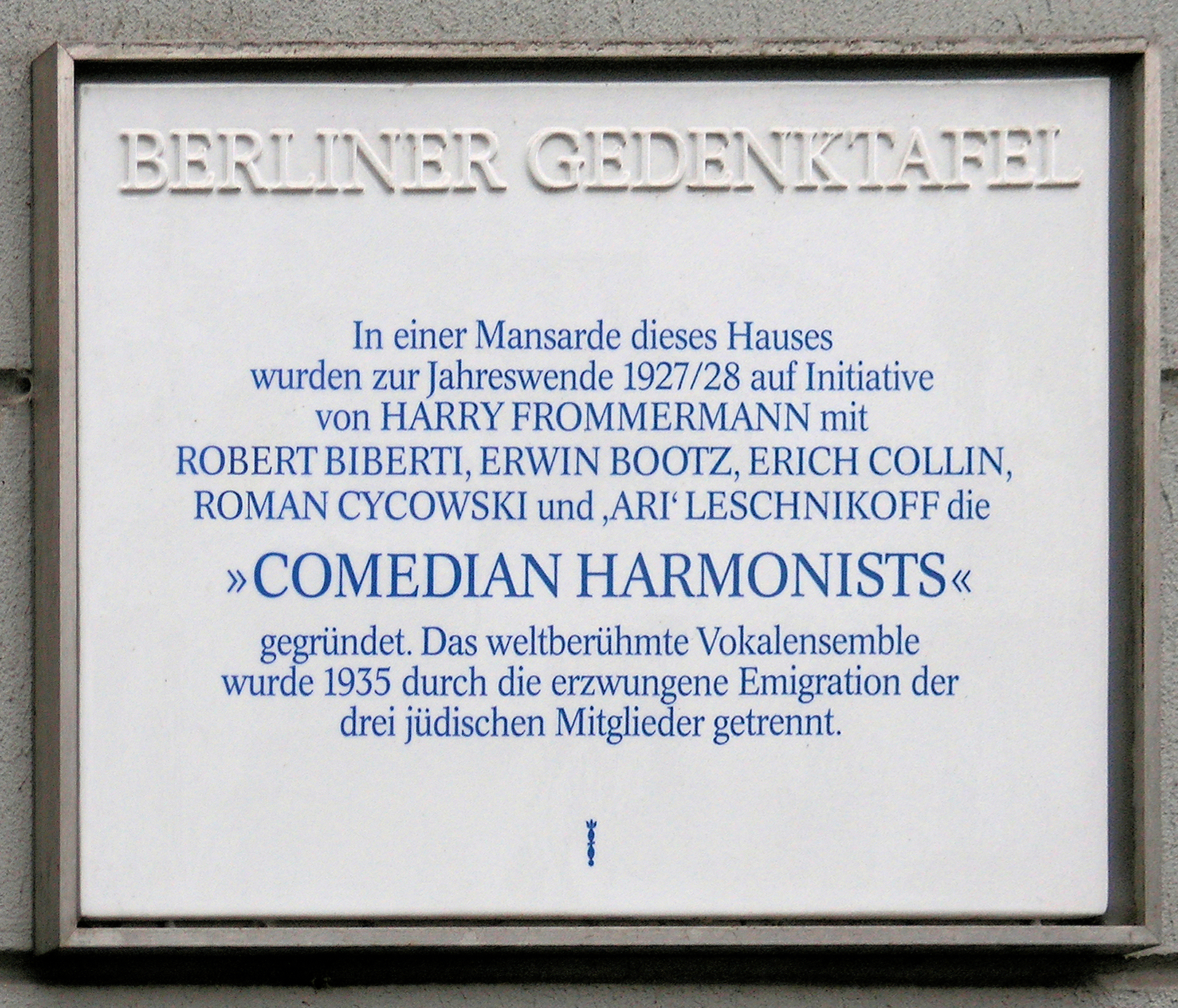
Gedenktafel: Gründung der Comedian Harmonists in Berlin-Friedenau, Stubenrauchstraße 47

Die Comedian Harmonists wurden in der Wohnung von Harry Frommermann in Berlin-Friedenau gegründet. Am Haus Stubenrauchstraße 47 erinnert eine Gedenktafel an die Gesangsgruppe.
Inspiriert von den Aufnahmen der US-amerikanischen Gruppe The Revelers erschien am 18. Dezember 1927 im Berliner Lokal-Anzeiger eine Anzeige, in der Harry Frommermann Sänger für eine neue Gruppe suchte:

„Achtung. Selten. Tenor, Baß (Berufssänger, nicht über 25), sehr musikalisch, schönklingenden Stimmen, für einzig dastehendes Ensemble unter Angabe der täglich verfügbaren Zeit gesucht. Ej. 25 Scherlfiliale, Friedrichstr. 136.“

Der gerade volljährig gewordene Frommermann hatte keine akademische Gesangs- und Musikausbildung, er war überwiegend von seinem Vater, einem ehemaligen Opernsänger und Kantor, unterrichtet worden. Auf seine Annonce meldeten sich in der damals wirtschaftlich schwierigen Lage mindestens 70 Männer. Darunter befand sich auch Robert Biberti, der als einziger der späteren Besetzung bei diesem Vorsingen von Frommermann akzeptiert wurde. Er hatte nicht nur eine außergewöhnlich wirkende Bassstimme, sondern teilte auch Frommermanns Begeisterung für die Revelers.
Im Januar 1928 fanden die ersten Proben der Gruppe statt, in der Besetzung: Frommermann, Biberti, Theodor Steiner (Frommermanns Mitbewohner und Mitinitiator der Idee) sowie Louis Kaliger und Max Colani (ob dieser mit dem Schauspieler Victor Colani identisch ist, ist nicht restlos geklärt).
Einige Wochen später wurden Kaliger und Colani durch Bibertis Chorkollegen aus dem Großen Schauspielhaus, den Bulgaren Ari Leschnikoff (Erster Tenor) und Walter Nussbaum (Zweiter Tenor) ersetzt. Der Pole Roman Cycowski, ebenfalls vom Schauspielhaus-Chor, stieg als Bariton ein. Leschnikoff brachte in der Folge seinen Freund Erwin Bootz in die Gruppe, der nun für Steiner die Klavierbegleitungen übernahm. Der fertige Musikstudent Bootz war als Einziger der Sechs mit einem guten Einkommen ausgestattet. Die Gruppe nannte sich anfangs und ab 1. April 1928 auch vertraglich ‚Melody Makers‘.
Anfänglich probte das Ensemble in Harry Frommermanns Mansardenwohnung, später stellte die Stummfilmschauspielerin Asta Nielsen den Musiksalon ihrer Wohnung an der damaligen Kaiserallee als Probenraum zur Verfügung. Es stellte sich heraus, dass viele Monate harten Probens bevorstanden, für die es keinerlei Einnahmen gab. Chorsingen oder sonstige Gelegenheitsarbeiten waren stattdessen die Einnahmequelle.
Im Mai 1928 stieg Theodor Steiner aus dem Projekt aus. Somit bestand die Gruppe nun aus Harry Frommermann (Buffo), Robert Biberti (Bass), Ari Leschnikoff (Erster Tenor), Walter Nussbaum (Zweiter Tenor), Roman Cycowski (Bariton) und Erwin Bootz (Klavier).
Im Juni 1928 sangen die sechs Musiker in der Berliner Scala erstmals vor. Das misslang, weil ihr Stil nicht den Musikvorstellungen dieses Vergnügungslokals entsprach. Schließlich fand im Spätsommer bei dem Agenten Bruno Levy, mit dem Frommermann verwandt war, ein zweites Vorsingen statt. Levy hörte sich den Vortrag an, griff zum Telefonhörer und rief den Berliner Varieté-König Erik Charell an, bei dem das Sextett sein gesamtes Repertoire noch einmal vortrug. Charell machte ein Angebot, das Levy zur Überraschung der jungen Männer ablehnte. Er ging mit ihnen zu Charells größtem Konkurrenten, dem Operettenregisseur Herman Haller, der seit 1923 Direktor im Admiralspalast war. Schließlich landeten sie doch bei Charell, der eine Abendgage von 16 Reichsmark zahlte. Er schlug den Namen ‚Comedian Harmonists‘ vor.

### Erste Auftritte

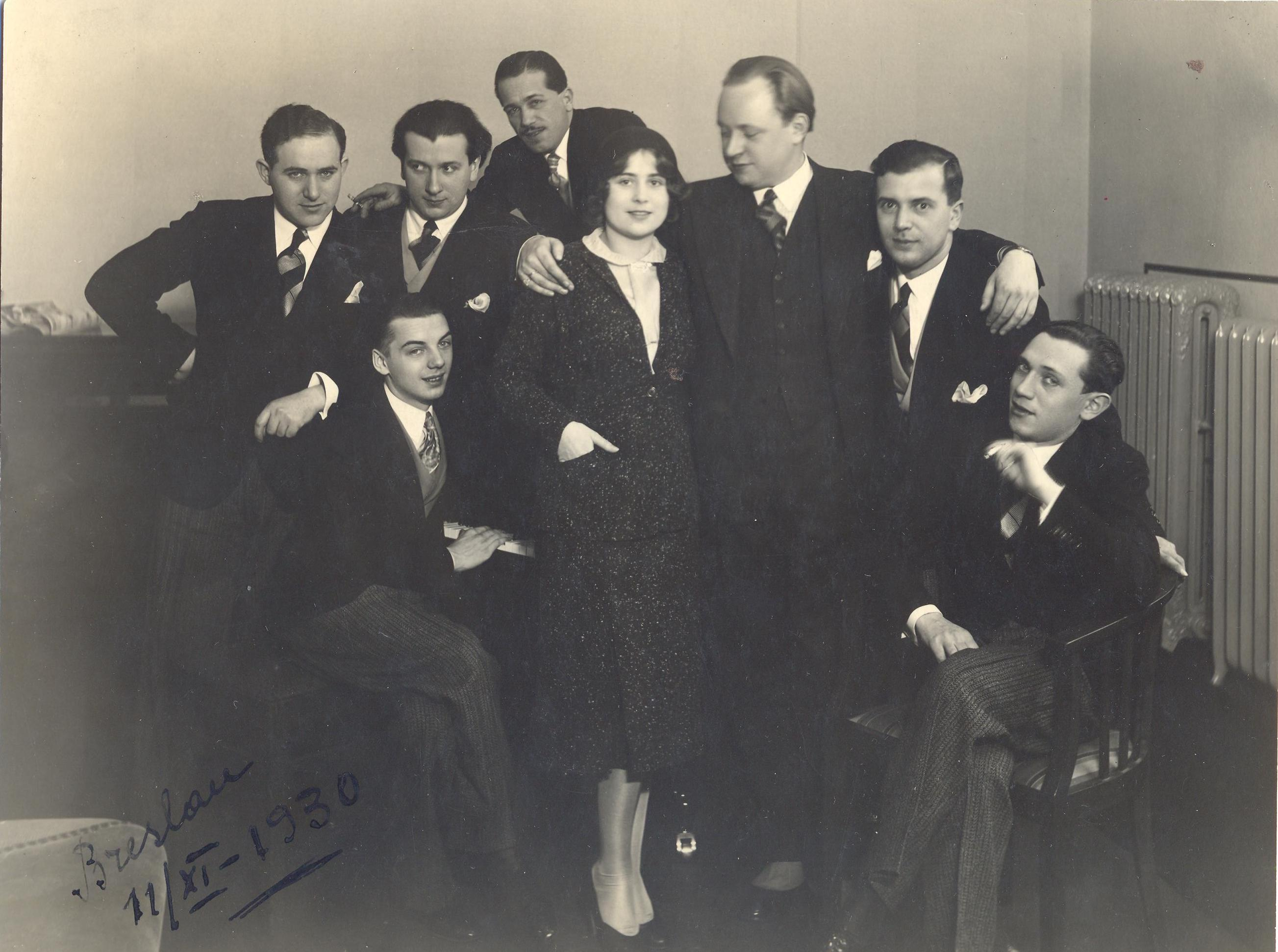
Comedian Harmonists, 1930
Stehend von links: Roman Cycowski, Robert Biberti, Ari Leschnikoff; stehend ganz rechts: Erich A. Collin; sitzend links: Erwin Bootz; sitzend rechts: Harry Frommermann

Am 1. September 1928 war der erste Auftritt in der Revue-Operette Casanova in Charells Großem Schauspielhaus mit einer Zuschauerkapazität von 5000 Sitzplätzen. Das Stück sollte bis Ende Februar 1929 auf dem Spielplan stehen. Wenige Wochen später hatten die Comedian Harmonists mehrere Engagements, und bald engagierten alle renommierten Veranstalter in Berlin die Gruppe.
Im Februar 1929 kam es zu einer Umbesetzung: Walter Nussbaum musste die Gruppe verlassen und wurde zunächst durch Willi Steiner ersetzt. Am 1. März 1929 folgte im Hamburger Hansa-Theater in dieser Besetzung das erste Gastspiel außerhalb Berlins. Steiner erwies sich jedoch als stimmlich unzulänglich und sein Engagement wurde nach den Auftritten im Hansa-Theater aufgelöst. Stattdessen brachte Erwin Bootz mit Erich A. Collin einen früheren Kommilitonen von der Musikhochschule in die Gruppe, der von nun an den Part als Zweiter Tenor übernahm.
Im Laufe des Jahres 1929 ging es nach Hamburg auch in andere deutsche Städte, zum Beispiel nach Köln und Ende 1929 nach Leipzig. Hier erlebte das Sextett am Leipziger Schauspielhaus an der Sophienstraße seinen Durchbruch. Die ausverkauften Abende fanden vor einem begeisterten Publikum statt. Bis zu diesem Zeitpunkt waren die Comedian Harmonists lediglich Teil eines größeren Revueprogramms.
Ein erster Radioauftritt fand am 18. Dezember 1929 in der Funk-Stunde Berlin statt. Bei aller Popularität, die durch Grammophonplatten und zahlreiche Rundfunkauftritte gefördert wurde, waren sie doch noch nicht landesweit bekannt. Deshalb bedeutete eine eigene Konzerttournee ein größeres Risiko für die Veranstalter, sodass das Ensemble Säle für die Auftritte selbst zu mieten und sämtliche Veranstalter-Risiken zu tragen hatte. Als erster Auftrittsort für ein erstes eigenes Konzert wurde Leipzig festgelegt, weil man vier Wochen zuvor hier gefeiert worden war. Das wiederholte sich auch bei der Premiere am 26. Januar 1930. Die Popularität hatte rasch zugenommen, und ab 1930 genügte eine Zeitungsnotiz, dass die Comedian Harmonists auftreten würden. Aufwendige Werbung war nicht mehr nötig, meistens waren die Säle ausverkauft.
Konzerte, Schallplattenverkäufe und die Auftritte im noch jungen Tonfilm erbrachten für alle ein hohes Einkommensniveau. In ihren besten Jahren, so erinnert sich Roman Cycowski später, hatte jedes einzelne Mitglied zwischen 40.000 und 60.000 Mark Jahreseinkommen zu versteuern. Lange vor dem ersten Auftritt hatten die Mitglieder des Ensembles einen Vertrag abgeschlossen, der jedem die gleichen Anteile an den Einnahmen sicherte.
Im Jahr 1932 traten die Comedian Harmonists in der Berliner Philharmonie auf, die nicht gerade für Unterhaltungsmusik konzipiert war. Das eher konservative Musikpublikum schien mit dieser „Entweihung“ keine Schwierigkeiten zu haben, denn 2700 Besucher applaudierten enthusiastisch. Von nun an galten die Konzerte der Gruppe als Kunst: Von den Einnahmen war nun keine Vergnügungsteuer mehr an die lokalen Behörden abzuführen.

### Erste Plattenaufnahmen und Durchbruch
Bereits wenige Monate nach Gründung der Gruppe entstanden am 10. Mai 1928 erste Schallplattenaufnahmen bei der Deutschen Grammophon, die jedoch unveröffentlicht blieben. Die nächsten Plattenaufnahmen wurden für die Electrola, Tochtergesellschaft der Gramophone Company, im August 1928 im Rahmen der Casanova-Operetten-Bühnenrevue für Charell gemacht. Danach erhielt das Sextett am 28. Oktober 1928 einen Einjahres-Plattenvertrag bei Odeon, dem Mutterlabel des Carl-Lindström-Konzerns, der jedoch nach 15 Schallplatten im Oktober 1929 nicht mehr verlängert wurde.

Plattenlabel Ein Freund, ein guter Freund
Plattenlabel Veronika, der Lenz ist da!
Plattenlabel Marie, Marie!
Plattenlabel In einem kühlen Grunde
Plattenlabel In der Bar zum Krokodil

Im Anschluss hieran schlossen sie am 31. Oktober 1929 einen günstigen Exklusiv-Vertrag mit der Electrola über garantierte 30 Titel pro Jahr ab. Außerdem traten sie im Rundfunk auf und machten Gastspielreisen mit dem Programm Tempo-Varieté. Im Januar 1930 gastierten sie damit am Leipziger Schauspielhaus. Dort gelang ihnen der endgültige Durchbruch – ausverkaufte Vorstellungen, begeisterte Kritiken, auch auf der folgenden Deutschlandtour. Sie wurden zur Attraktion.
Insgesamt entstanden bis zur Trennung im Frühjahr 1935 bei Electrola 69 Platten. Erste Plattenaufnahme bei Electrola war die am 11. November 1929 eingespielte Single Puppenhochzeit / Musketiermarsch (EG #1647), die im November 1929 erschien. Es folgten am 16. Dezember 1929 die Aufnahmen zu dem Schlager-Potpourri Hallo, bestehend aus den Titeln Armes kleines Mädel vom Chor / Schöner Gigolo / Einmal im Leben erblüht uns die Liebe / Ich hab’ kein Auto, die als EG #1685 im Januar 1930 auf den Markt kam. Der Klassiker Ein Freund, ein guter Freund / Liebling, mein Herz läßt Dich grüßen (EG #2032) wurde am 22. August 1930 aufgenommen und erschien im September 1930. Bei diesem Aufnahmetermin entstanden auch die Klassiker Veronika, der Lenz ist da / Wochenend und Sonnenschein (EG #2033), die ebenfalls im September 1930 erschienen.
Dabei war Wochenend und Sonnenschein ihre erste Coverversion, und zwar vom Titel Happy Days Are Here Again, bei dem der deutsche Text zur Musik von Milton Ager von Charles Amberg geschrieben wurde. Die Comedian Harmonists schrieben ihre Lieder selten selbst; eine Ausnahme hiervon ist die Hof-Serenade als B-Seite von Marie, Marie! (EG #2204), aufgenommen am 19. Januar 1931 und veröffentlicht im Februar 1931. Fast alle Aufnahmen fanden in Berlin statt, einige jedoch auch in Paris, z. B. die französische Fassung von Das ist die Liebe der Matrosen (EG #2382), veröffentlicht in Deutschland im September 1931. Als Les Gars de la Marine wurde die französische Fassung am 24. August 1931 in Paris eingespielt. Ihr Repertoire entwickelte sich von reinen Revue-Songs und Tagesschlagern über witzig getextete Lieder und klassische Adaptationen bis hin zu deutschen und europäischen Volksliedern und Goethes Sah ein Knab’ ein Röslein stehn’ (EG #2483), das am 29. Januar 1932 eingespielt wurde. Am 17. September 1932 wurde das humorvolle Maskenball im Gänsestall / Eins, Zwei, Drei, Vier (EG #2642) aufgenommen, das im Oktober 1932 auf den Markt gebracht wurde.
Die Comedian Harmonists waren nun auf dem Höhepunkt ihrer Karriere – ihr Vokalstil war voll ausgeprägt; sie sangen ihre großen Hits mehrsprachig und konnten so auch im Ausland Erfolge feiern. Nach der Machtübernahme der NSDAP wurde am 4. September 1933 die Coverversion von Harold Arlens Stormy Weather unter dem deutschen Titel Ohne Dich zusammen mit der B-Seite Tag und Nacht (deutsche Fassung von Cole Porters Night And Day) aufgenommen (EG #2848), das im September 1933 erschien. Im Mai 1934 wurde das am 5. Mai 1934 aufgenommene Komm’ im Traum / Das alte Spinnrad (EG #3047) veröffentlicht. Einer der Klassiker, Mein kleiner grüner Kaktus / Lebe wohl, gute Reise (EG #3204), entstand am 15. November 1934 und wurde im Dezember 1934 herausgebracht.

### Zeit des Nationalsozialismus
Mit 150 Konzerten jährlich hatte die musikalische Karriere der Comedian Harmonists 1933 ihren vorläufigen Höhepunkt erreicht. Zunächst schien sich daran nichts zu ändern. Da die drei Gruppenmitglieder Collin, Frommermann und Cycowski Juden waren, kam es bereits in diesem Jahr zu ersten Absagen vertraglich vereinbarter Konzerte. Erste Einschränkungen brachte das Reichskulturkammergesetz vom 22. September 1933, das u. a. die Errichtung einer Reichsmusikkammer vorsah, Musikern die Mitgliedschaft vorschrieb und eigens zum Zweck der kulturellen „Gleichschaltung“ gegründet wurde. Die Situation verschärfte sich, nachdem Reichspropagandaminister Joseph Goebbels ab dem 5. März 1934 die Verordnung auf Pflichtmitgliedschaft erlassen hatte, die mit dem Ariernachweis verbunden wurde. Die Gruppe erhielt letztlich jedoch eine Sondergenehmigung bis zum 1. Mai 1934, um ihre Konzertverpflichtungen der laufenden Tournee erfüllen zu können, die teils jedoch von organisierten Protesten nationalsozialistischer Gruppen begleitet wurden.

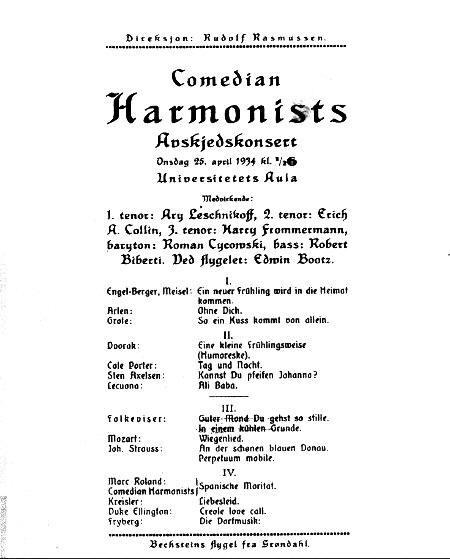
Konzertplakat der Comedian Harmonists für das Abschiedskonzert in der Universitätsaula Oslo, 25. April 1934

Sein letztes Konzert auf deutschem Boden gab das Ensemble am 25. März 1934 in Hannover.
Als Möglichkeit blieben Konzerte im Ausland. Die Comedian Harmonists reisten in den letzten Monaten ihres Bestehens ab April 1934 nach Dänemark, Norwegen und in die USA, wo die Gruppe im New Yorker Hafen vor der versammelten Atlantik- und Pazifikflotte auf dem Flugzeugträger Saratoga sowie über 30 Mal im Rundfunk auftrat. Teilweise traten sie gemeinsam mit den Boswell Sisters und dem damals führenden Orchester von Paul Whiteman auf. Auf die Rückkehr nach Berlin im August 1934 und weiteren Schallplattenaufnahmen folgte im November eine Tournee durch das faschistische, aber nicht antisemitische Italien. Im Januar 1935 kam es in Norwegen zum letzten öffentlichen Auftritt der Comedian Harmonists. Am 13. Februar 1935 nahmen sie im Electrola-Studio in Berlin den vielsagenden Titel Morgen muß ich fort von hier / Am Brunnen vor dem Tore (EG #3282) auf – ihre letzte legale gemeinsame Plattenproduktion. Am 1. März 1935 folgte noch eine weitere, bereits illegale Studiosession mit Jacques Offenbachs Barcarole und Brahms’ Ungarischem Tanz Nr. 5 (EG #3303).
Tage zuvor waren die unbehelligt gebliebenen Mitglieder Biberti, Bootz und Leschnikoff durch ein Schreiben der Reichsmusikkammer vom 22. Februar 1935 in ebendiese aufgenommen worden, allerdings an das Verbot geknüpft, „noch weiterhin mit diesen Nichtariern zu musizieren. Jedoch bleibt es Ihnen unbenommen, mit anderen arischen Musikern nach Zulegung eines deutschen Namens […] Ihre musikalische Tätigkeit auszuüben.“
Zugleich wurden mit diesem Schreiben den verbliebenen Sängern Collin, Frommermann und Cycowski wegen ihrer jüdischen Herkunft ausdrücklich Berufsverbote erteilt. Kurz darauf einigte man sich, aus dem erzwungenermaßen zweigeteilten Ensemble zwei eigene Gruppen zu formieren, die beide weiter unter dem bisherigen Namen auftreten sollten: die eine weiter im Deutschen Reich, die andere nur noch im Ausland.

### Meistersextett (1935–1941)

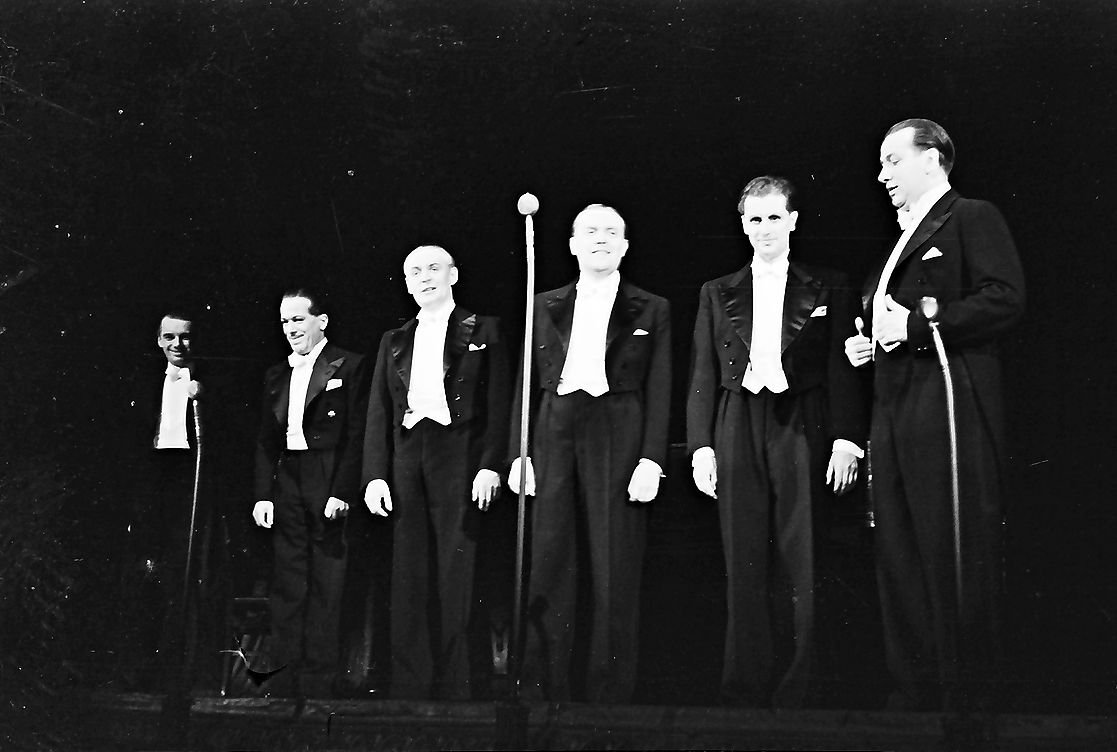
Das Meistersextett in der Berliner Scala, 1937

Mit Datum vom 21. November 1935 wurde den in Deutschland gebliebenen Sängern von der Reichsmusikkammer gestattet, sich vorläufig ‚Meistersextett, früher Comedian Harmonists‘ zu nennen. Die verbliebenen Mitglieder engagierten Ersatz für die emigrierten Sänger. Die neuen Sänger waren jedoch nicht gleichberechtigte Mitglieder des Ensembles, sondern Angestellte. In der Zeit seines Bestehens änderte sich die Zusammensetzung des Meistersextetts häufig. Im Sommer 1936 war beispielsweise der ehemalige erste Tenor der Kardosch-Sänger, Zeno Coste, für einige Aufnahmen engagiert, darunter Ich wollt’ ich wär ein Huhn und die Tonaufnahmen für den Film Und du mein Schatz fährst mit.
Erste Plattenaufnahmen entstanden bei Electrola am 20. August 1935, von denen Tausendmal war ich im Traum bei Dir / Drüben in der Heimat (EG #3417) als erste veröffentlicht wurde. Am 17. Dezember 1937 verbot eine erlassene Schallplatten-Anordnung den Weitervertrieb aller bisherigen Platten der Comedian Harmonists – die Electrola hatte fast einhundert Aufnahmen der Original-Harmonists im Katalog archiviert –, was auch eine bedeutsame Honorareinbuße mit sich brachte.
Bekannt wurde ihre Fassung von Ich wollt’ ich wär’ ein Huhn (EG #3723), die am 28. August 1936 aufgenommen und ab September 1936 vermarktet wurde. Es handelte sich um eine Coverversion des UFA-Filmschlagers aus dem Film Glückskinder (1936).
Ende 1938 verließ nach künstlerischen Differenzen, insbesondere mit Biberti, der Pianist und musikalische Leiter Bootz die Gruppe und wechselte als Komponist/Texter und musikalischer Leiter zum Berliner Kabarett der Komiker. Rudolf Zeller wurde neuer Pianist, als Arrangeur fungierte insbesondere Bruno Seidler-Winkler, der später als Dirigent beim Soldatenlied Lili Marleen von Lale Andersen tätig war.
Der Niedergang des Sextetts war nicht mehr aufzuhalten. Nach einer letzten Tournee durch Italien lehnte am 26. Mai 1939 die Electrola die Veröffentlichung der Lieder Bel ami und Penny-Serenade mit der Begründung ab: „Es fehlt diesen Aufnahmen an der Lebendigkeit und vortragsmäßigen Differenzierung und Ausgeglichenheit“. Als Biberti sich immer stärker als Gründer und künstlerischer Leiter artikulierte, wuchsen die Konflikte mit dem einzig verbliebenen Gründungsmitglied Ari Leschnikoff und den neuen Mitgliedern wie kurzzeitig Hans von Bachmayr-Heyda. Nach Beginn des Zweiten Weltkriegs wurde die Situation der Gruppe immer unübersichtlicher, und letztlich hatte Biberti alle Verträge gekündigt. Diese verworrene Situation wurde durch ein Auftrittsverbot der Reichsmusikkammer vom 24. November 1941 besiegelt und beendete die Existenz des Meistersextetts.

### Comedy Harmonists (1935–1941)
Diese Wiener Exilgruppe bestand seit Mai 1935 aus den zunächst nach Wien emigrierten Collin, Cycowski und Frommermann, die noch Hans Rexeis (Tenor), Rudolf Mayreder (Bass) und Ernst Engel (Piano) zur Komplettierung engagierten. Zunächst führte sie den Namen ‚Comedian Harmonists‘ weiter, ab 1937 nannte sie sich ‚Comedy Harmonists‘. Erste Plattenaufnahmen entstanden für die Gramophone Company (Disque Gramophone) in Paris am 19. Juli 1935, die wahrscheinlich unveröffentlicht blieben. Die am 30. September 1935 in einer Wiederholungssitzung gemachten Aufnahmen von Continental / Guitare d’amour (Disque Gramophone K-7584) wurden als erste veröffentlicht. Überliefert ist u. a. auch die Aufnahme von Sous le ciel d’Afrique, die sie gemeinsam mit Josephine Baker im August 1935 in Paris einspielten. Im Januar 1936 hatte die Gruppe einen sichtbaren Auftritt in dem Film Katharina die Letzte, mit dem Titel Du passt so gut zu mir wie Zucker zum Kaffee. Im Sommer 1937 wurde Ernst Engel durch den Österreicher Fritz Kramer ersetzt. Nach dem Anschluss Österreichs ans Deutsche Reich musste die Gruppe überstürzt aus Wien fliehen.
Die Comedy Harmonists absolvierten während ihres Bestehens ausgedehnte und erfolgreiche Tourneen in Europa (Skandinavien, Frankreich, Italien, Benelux, bis 1938 auch in Österreich und in der Tschechoslowakei), der Sowjetunion (einschließlich mehrwöchiger Engagements in Moskau und Leningrad), in Südafrika und Südamerika. Plattenaufnahmen fanden in London, Stockholm und Paris statt. Ihr Repertoire war international geprägt.
Im Sommer 1937 reiste die Gruppe auf Einladung der Australian Broadcasting Company zum ersten Mal nach Australien, wo sie bis Dezember zahlreiche Konzerte gab. 1939 gab es eine Tournee durch Nordamerika und ab Juni einen zweiten mehrmonatigen Aufenthalt in Australien. Aufgrund ihrer großen Beliebtheit dort hatte die Regierung den Ensemble-Mitgliedern die australische Staatsbürgerschaft angeboten und die Gruppe hatte gehofft, sich dort niederlassen zu können. Nach Kriegsausbruch gab es jedoch Bedenken wegen einer möglichen Internierung als „feindliche Ausländer“.
Von einer Nordamerika-Tournee im Jahr 1940 konnte die Gruppe wegen des Seekriegs nicht nach Australien zurückkehren. Alle Mitglieder blieben zunächst in den Vereinigten Staaten. Mayreder wurde später Sänger an der Metropolitan Opera und kehrte schließlich nach Österreich zurück, Fritz Kramer arbeitete in New York als Pianist und unterrichtete später Musikwissenschaft an der Manhattan School of Music.

### Amerikanische Nachfolgegruppe (1947–1949)
Collin gründete im Herbst 1947 eine neue Gruppe mit amerikanischen Mitgliedern unter dem Namen ‚Comedian Harmonists‘, bei der er nun als Bariton fungierte. Die Mitglieder dieser Gruppe neben Collin waren Jack Cathcart (Piano und Arrangements), Fred Bixler (Erster Tenor), Murray Pollack (Zweiter Tenor), Nicolai Shutorev (Buffo) und Arthur Atkins (Bass).
Ab Juli 1948 unternahm die Gruppe mit einem vom zeitgenössischen Swing geprägten Programm eine ausgedehnte Europatournee mit Konzerten in Schweden, Finnland, Norwegen, Dänemark, Belgien, den Niederlanden, Frankreich, der Schweiz und Italien. Bereits am Anfang der Tournee, im September 1948, starb Shutorev unerwartet in Bergen, woraufhin die Gruppe ihre geplanten Konzerte in Norwegen zunächst zu fünft absolvierte. Ein Konzert in Oslo am 26. September 1948 wurde für den norwegischen Rundfunk aufgezeichnet. Seit diesem Konzert wirkte Harry Frommermann, der seinen Namen mittlerweile nach seiner Einbürgerung in die USA in ‚Harry Frohman‘ geändert hatte, als Ersatz für Shutorev mit. Am 23. November 1948 war das Ensemble an einer Radioübertragung aus dem Kursaal von Lugano beteiligt. Von dieser Gruppe existieren nur sechs kommerziell gemachte Plattenaufnahmen, die am 8. Februar 1949 für das Schweizer Label Le Chant du Monde/Tell Record in Basel entstanden. Das Projekt scheiterte an unterschiedlichen Auffassungen über die einzuschlagende Richtung.
Alle sechs Mitglieder der Comedian Harmonists überlebten den Zweiten Weltkrieg, traten aber nicht mehr gemeinsam auf. 1998 erhielten sie, einige Monate vor dem Tod des letzten lebenden Mitglieds Cycowski, den Musikpreis Echo für ihr Lebenswerk.

## Gesangsstil und Repertoire
Die Comedian Harmonists gehörten zur Kategorie der A-cappella-Vokalgruppen, die bis auf Pianobegleitung ohne Instrumente auskamen und deren Gesang auf Close-Harmony-Effekte abgestimmt war. Ihr Vorbild waren die US-amerikanischen Revelers. Zum stets wachsenden Repertoire der Comedian Harmonists zählten neben einigen von Bootz nach Texten von Gerd Karlick komponierten Titeln (Ich hab’ für dich ’nen Blumentopf bestellt, Guten Tag, gnädige Frau, Schöne Isabella von Kastilien), umarrangierten Jazztiteln (Hallo, was machst Du heut’, Daisy ist das Cover von You’re Driving Me Crazy; Ohne Dich stammt vom Original Stormy Weather; Tag und Nacht entstammt von Night and Day) und Varieté- und Operetten-Schlagern (Veronika, der Lenz ist da, Wochenend und Sonnenschein, Blume von Hawaii) auch zahlreiche populäre Lieder aus Filmen, in denen sie nicht mitgewirkt haben bzw. auf der Leinwand von anderen Interpreten gesungen werden (Wir sind von Kopf bis Fuß auf Liebe eingestellt aus Der blaue Engel, Ein Freund, ein guter Freund aus Die Drei von der Tankstelle oder Baby aus Das Lied vom Leben). So verband sie eine enge Zusammenarbeit mit dem Komponisten Werner Richard Heymann. Zum musikalischen Stil der Comedian Harmonists – vor allem im Vergleich zu ihren Vorbildern, den Revelers – schrieben ihre Biografen Peter Czada und Günter Große: „Hot- und Swing-Elemente treten bei den Comedian Harmonists gegenüber einer an Wohlklang und Melodik orientierten Stimmführung zurück. Dies erlaubte es ihnen, auch Volkslieder und sogar Weihnachtslieder ganz schlicht in vollendeter, inniger Harmonie zu singen. Ihre Interpretation von Schlagern und Tanzmusik war äußerst flott, rhythmisch präzise und vielfach von parodistischem Witz geprägt, zugleich aber stets so gehalten, dass selbst banale Melodien ›veredelt‹ wurden.“

## Mitwirkung in Filmen
Die Comedian Harmonists standen erstmals am 19. Juli 1930 vor der Filmkamera. Für die zeitnahe UFA-Filmoperette Die Drei von der Tankstelle spielten sie Barmixer und sangen bei einem Nachtclub-Auftritt zusammen mit Leo Monosson den Schlager Liebling, mein Herz läßt dich grüßen. Ihre Tagesgage betrug 1500 Mark. Am 4. März 1931 kam der Film Ihre Hoheit befiehlt in die Kinos, in dem sie als Köche auftraten. Einen weiteren sichtbaren Auftritt hatte die Gruppe in Spione im Savoy-Hotel. Im Film Ich bei Tag und Du bei Nacht begleiten sie die Handlung mit dem Lied Wenn ich sonntags in mein Kino geh’.
Weitere Filme
- Gassenhauer, 2. April 1931
- Der ungetreue Eckehart, 21. September 1931
- Bomben auf Monte Carlo, 31. August 1931
- Der Sieger, 21. März 1932
- Spione im Savoy-Hotel, 4. November 1932
- Ich bei Tag und du bei Nacht, 29. November 1932
- Kleiner Mann – was nun?, Juni 1933[32]

Außerdem trat die Nachfolgegruppe, die sich später „Comedy Harmonists“ nannte, 1936 im österreichischen Film Katharina die Letzte auf, während das „Meistersextett“ im selben Jahr einen Auftritt in dem Film Die Entführung hatte.

## Film und Bühne
- Der Dokumentarfilmer Eberhard Fechner hatte 1976 Gelegenheit, die vier damals noch lebenden Mitglieder der Comedian Harmonists zu interviewen. Das Ergebnis war die viel beachtete zweiteilige Dokumentation Die Comedian Harmonists – Sechs Lebensläufe, die viel zur Renaissance der Comedian Harmonists beitrug.
- 1997 drehte Joseph Vilsmaier den Spielfilm Comedian Harmonists, der die Geschichte der Gesangsgruppe frei zum Vorbild nahm.
- 1997 schrieben Franz Wittenbrink (Musik) und Gottfried Greiffenhagen (Text) das musikalische Schauspiel Die Comedian Harmonists Teil 1 – Veronika der Lenz ist da über den Aufstieg und Zerfall des Ensembles.
- 1997 wurde Barry Manilows Musical Harmony in San Diego, Kalifornien uraufgeführt; es befasst sich mit dem Schicksal der Gruppe.
- 2005 schrieben Jörg Daniel Heinzmann (Musik) und Gottfried Greiffenhagen (Text) das musikalische Schauspiel Die Comedian Harmonists Teil 2 – Jetzt oder Nie vom Zerfall des Ensembles 1934 über die Nachfolgegruppen Comedy Harmonists und Meistersextett u. a. und den weiteren Lebensläufen der sechs Gründungsmitglieder bis zu deren Lebensende.
- Seit dem 28. September 2012 wird ein Bühnenstück zum Wirken der Comedian Harmonists im Wiener Volkstheater aufgeführt. Darin werden auch etliche Lieder der Gruppe live mit Klavierbegleitung vorgetragen.
- Seit 2012 touren Comedian Harmonists in Concert unter Leitung von Ralf Schurbohm und Götz van Ooyen mit einer konzertanten Version der Geschichte der Comedian Harmonists durch deutschsprachige Theater.[33]